# Bethel (Illinois)
Pour les articles homonymes, voir Bethel.
Bethel est une ville fantôme, du comté de Clay en Illinois, aux États-Unis. Elle était située dans le township de Songer, le long de la ligne de chemin de fer au nord de Greendale (en).

## Source de la traduction
- (en) Cet article est partiellement ou en totalité issu de l’article de Wikipédia en anglais intitulé « Bethel, Illinois » (voir la liste des auteurs).